# 1998년 동계 올림픽 영국 선수단
1998년 동계 올림픽 영국 선수단은 1998년 2월 7일부터 2월 22일까지 일본 나가노에서 열린 1998년 동계 올림픽에 참가한 올림픽 영국 선수단이다.

## 메달 집계
| 종목 | 1 | 2 | 3 | 합계 |
| 종목 | ' | ' | ' | '    |
| 종목 | ' | ' | ' | '    |
| 종목 | ' | ' | ' | '    |
| 합계 | ' | ' | ' | '    |